# Toxophora indica
Toxophora indica är en tvåvingeart som beskrevs av Grover 1979. Toxophora indica ingår i släktet Toxophora och familjen svävflugor. Inga underarter finns listade i Catalogue of Life.